# SZU Re 456.54
De Re 456 is een elektrische locomotief bestemd voor het regionaal personenvervoer door de Sihltal-Zürich-Uetliberg-Bahn (SZU).

## Geschiedenis
De locomotief werd in de jaren 1980 ontworpen en gebouwd door Schweizerische Lokomotiv- und Maschinenfabrik (SLM) en Asea Brown Boveri (ABB) ter vervanging van oudere tractievoertuigen.

## Constructie en techniek
De locomotieven zijn opgebouwd met een lichtstalen frame. De locomotief is voorzien van GTO thyristors gestuurde driefasige asynchrone motor. De techniek werd ook gebruikt bij de in 1989 ontwikkelde en gebouwde locomotieven voor de Sihltal-Zürich-Uetliberg-Bahn (SZU) van het type Re 456, locomotieven voor de Südostbahn (SOB) van het type Re 456 en locomotieven voor de Regionalverkehr Mittelland (RM) van het type Re 456.

### Nummers
- Re 456 546 - 547 (1987), oorspronkelijk Re 4/4 46 - 47
- Re 456 542 - 545 (1993)

## Treindiensten
De treinen worden door de Sihltal-Zürich-Uetliberg-Bahn (SZU) ingezet op het traject:
- Zürich HB - Sihltal

## Foto's

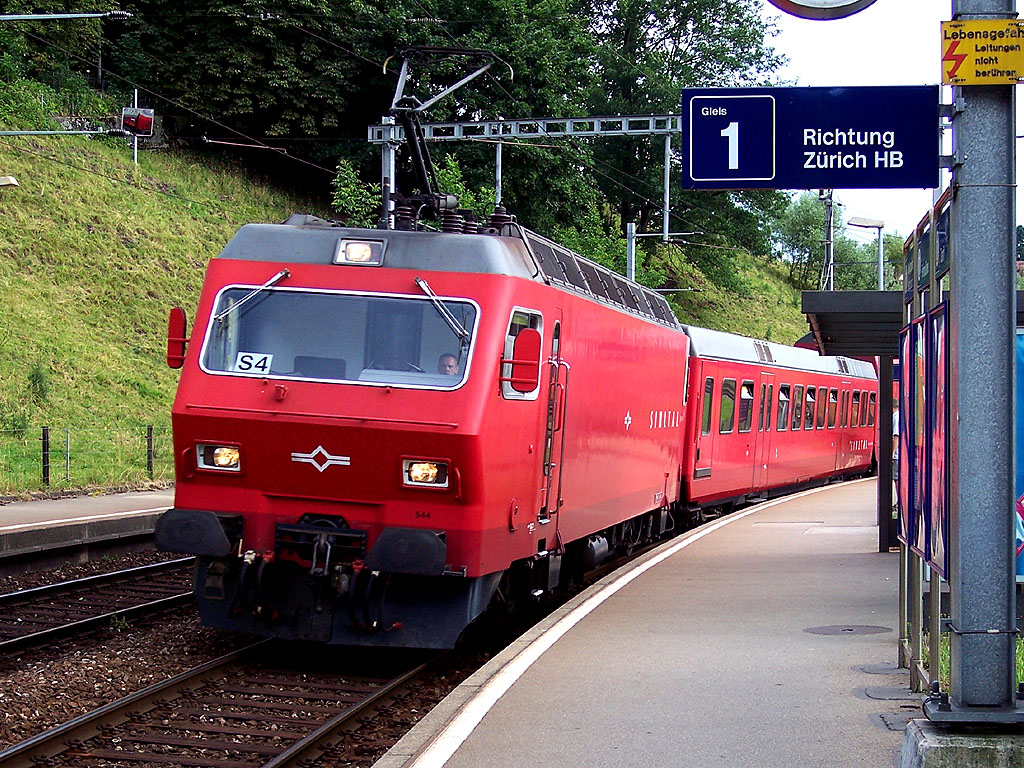
Re 456 544 op 25 juni 2005 te Zürich Brunaustation